# Agripa Càstor
Agripa Càstor (en llatí Agrippa Castor, en grec Ἀγρίππας Κάστωρ) va ser un historiador romà que vivia als voltants de l'any 135.
Va escriure alguns llibres sobre el gnòstic d'Alexandria Basilides, contrari als evangelis. Les referències sobre aquest autor provenen d'Eusebi de Cesarea, que transmet un pobre resum de la Refutació de Basilides, i per Jeroni d'Estridó. Segons Eusebi, Agripa va acusar Basilides d'ensenyar que no és pecat menjar la carn oferta als ídols, i que en temps de persecució es podia renunciar a la fe.